# إميلي ويستود
إميلي إليزابيث ويستوود (ولدت في 5 أبريل 1984) هي لاعبة كرة قدم إنجليزية، تلعب في مركز خط الوسط المهاجم لمنتخب إنجلترا لكرة القدم للسيدات، ولصالح نادي برمنغهام سيتي.
تُعد ويستوود لاعبة متعددة المراكز، حيث يتم إعدادها أحيانًا لشغل مركز المدافع في حالات الطوارئ وعند الحاجة. وقد مثّلت بلدها في مختلف الفئات العمرية للمنتخب الوطني، بما في ذلك منتخب تحت 16 سنة، وتحت 19 سنة، وتحت 21 سنة.
كما حصلت على الأوسمة الدولية الكاملة، وشاركت مع المنتخب الإنجليزي في عدة مباريات دولية بارزة، من بينها مشاركتها في بطولة «كرة القدم النسائية» في عامي 2005 و2009.

## روابط خارجية
- إميلي ويستود على موقع الاتحاد الدولي (مؤرشف)  (الإنجليزية)
- إميلي ويستود على موقع قاعدة بيانات كرة القدم.إي يو (الإنجليزية)
- إميلي ويستود على موقع Soccerway.com (الإنجليزية)
- إميلي ويستود على موقع عالم كرة القدم.نت (الإنجليزية)